# Hajdú Péter (nyelvész)
Hajdú Péter (Budapest, 1923. december 27. – Budapest, 2002. szeptember 19.) Széchenyi-díjas magyar nyelvész, egyetemi tanár, a Magyar Tudományos Akadémia rendes tagja. Kutatási területe az uráli nyelvészet; az uráli nyelvtudomány általános kérdései; a szamojéd nyelvek történeti és szinkrón leírása; a nyelvészet szerepének vizsgálata és alkalmazása az uráli nyelvek és népek előtörténetének feltárásában; a történeti, tipológiai és areális nyelvhasonlítás módszertani kérdései és alkalmazása.

## Életpályája
Középiskolai tanulmányait a Lónyay utcai Református Gimnáziumban végezte, majd 1941 és 1945 között a budapesti Pázmány Péter Tudományegyetem és az Eötvös Kollégium magyar-német szakos hallgatója volt. Finnugor és általános nyelvészetből 1945-ben védte meg bölcsészdoktori értekezését A vogul nyelv szóvégi magánhangzói tárgykörében. 1945-től 1951-ig az Országos Széchényi Könyvtár kutatójaként, majd a keszthelyi Festetics-kastély könyvtárában dolgozott. Ezt követően a Magyar Tudományos Akadémia Nyelvtudományi Intézetében a Finnugor Osztály vezetője lett 1959-ig. 1952-ben nyerte el kandidátusi, 1967-ben pedig  a nyelvtudományok doktora fokozatot.
1959-ben a szegedi József Attila Tudományegyetemen megörökölve Mészöly Gedeon professzori székét, az önálló Finnugor Nyelvészeti Tanszék vezetője lett, s ezzel új alapokra helyezte a finnugrisztika oktatását. Ezt a tisztséget 1974-ig viselte. Közben 1961-től 1964-ig az egyetem rektorhelyettese, 1971-től 1974-ig pedig a Bölcsészettudományi Kar dékánja volt. 1969 és 1971 között a Bécsi Egyetemen volt vendégprofesszor, de oktatott az ungvári (1972), a müncheni (1978–1979), majd később az uppsalai (1985) egyetemen is. 1974 és 1982 között az MTA Nyelvtudományi Intézetének igazgatója, majd 1982-től 1991-ig az ELTE Finnugor Tanszékének professzora volt, ahol a tanszékvezetői tisztséget 1986 és 1991 között viselte. 1991 és 1995 között vezette az ELTE Finnugor Nyelvészeti MTA Kutatóhelyét, s 1996-ig, haláláig itt volt kutatóprofesszor.
A Magyar Tudományos Akadémia 1970-ben választotta levelező, 1975-ben rendes tagjává. A Nyelv- és Irodalomtudományi Osztály vezetőségi tagja 1981 és 1985 között, majd elnöke 1990-ig. Dolgozott az MTA Általános Nyelvészeti Munkabizottságában, Alkalmazott Nyelvészeti Bizottságában és Uráli Nyelvészeti Bizottságában; az utóbbit 1970 és 1975 között vezette is. Rövid ideig a Környezettudományi Elnökségi Bizottságnak és az Akadémiai Kutatóhelyek Tanácsának is tagja volt. 1992 és 1995 között a Tudományos Minősítő Bizottság tagjaként, illetve 1994-ig a Nyelvtudományi Közlemények főszerkesztőjeként, majd szerkesztőbizottsági elnökeként is tevékenykedett.
Nyelvészeti szakkönyvtárát a Pécsi Tudományegyetem Nyelvészeti Szakkönyvtárára hagyta. 

## Munkássága
Az uráli nyelvek közül elsősorban a szamojéd nyelvek képezték kutatási területét. Mesterének Laziczius Gyulát és Györke Józsefet  tekintette, akiknek nézetei jelentős hatással voltak felfogására, témaválasztásaira. Utóbbinak, akiről több dolgozatában is megemlékezett, meghatározó szerepe volt abban, hogy kutatásait főként a szamojéd nyelvekre összpontosította, megalapozva ezzel a korszerű szamojéd nyelvészeti vizsgálatokat. Csakhamar a nemzetközi szamojédológia egyik legjelentősebb szaktekintélyévé vált. 1968-as Chrestomathia Samoiedica című munkája máig e terület alapműve, tömör és modern grammatikai bemutatását adva főként az eladdig kevéssé leírt jurák (nyenyec) és szelkup nyelv nyelvtanának, s egyszersmind új értelmezést adva a chrestomathia műfajának is. Korai munkáját, A szamojéd népek és nyelveket (1949) The Samoyed Peoples and Languages címmel (1963, 1968) angolul, majd oroszul (1987) is kiadták. Munkáiban a szamojéd nyelvek grammatikai kérdései mellett az urálira általában jellemző jelenségek sorát is tárgyalta, így több dolgozatában is elemezve például egyes uráli nyelvek és az alapnyelv szófajtani kérdéseit; az utóbbi tekintetében Laciczius nyomán és a korábbi felfogásokkal szemben érvelt a névszói és igei kategóriák elkülönült volta mellett.
Kezdeményezője volt a tipológiai és areális vizsgálatok bevezetésének az uralisztikába. A két területet szoros összefüggésben tárgyalta, s összekapcsolta genetikai-történeti szempontokkal is, megfogalmazva, hogy a tipológiának és az areális  kutatásoknak jelentős szerepe lehet régebbi nyelvállapotok rekonstruálásában is. Az uráli nyelvek tipológiai és areális vizsgálata teljes munkásságának legrészletesebb ilyen aspektusú áttekintése.
Őstörténeti kutatásainak középpontjában az uráli őshaza helyének meghatározása, illetve  az uráli nyelvcsalád egyes ágainak, például a szamojédnak az altáji kapcsolatokkal is összefüggő etnogenézise állt. Vallotta, hogy az egykori emberi közösségek élete, azok helyszíne és körülményei nem ismerhetők meg kizárólag nyelvi anyagok alapján, hanem komplex kutatásokat igényelnek, mint ahogyan hangsúlyozta azt is, hogy a nyelvrokonság nem jelent egyszersmind genetikai rokonságot is. A nyelvészeti paleontológia módszereinek alkalmazásával született meg az akkori szovjet régészeti eredményekkel is összhangban álló (Urál–nyugat-szibériai) őshaza elmélete. Az őstörténeti kutatások elősegítése érdekében jelentős szerepet vállalt a Szegedi Őstörténeti Munkaközösség megszervezésében is. 
Hajdú Péter tankönyvírói munkássága nemcsak új tematikájával, hanem szemléletmódjával is kiemelkedő volt. Bevezetés az uráli nyelvtudományba című munkájában (1966) ő foglalta össze először magyar nyelven az uráli összehasonlító nyelvészet módszereit és eredményeit kritikai megközelítésben. A Domokos Péterrel közösen írt Uráli nyelvrokonaink (1978) az előző, nyelvészeti szempontú tankönyvet őstörténeti, művelődéstörténeti és néptudományi ismeretekkel egészíti ki. Az új eredmények bemutatása mellett Az uráli nyelvészet alapkérdései című tankönyvének Az uráli nyelvek történeti és szerkezeti problémái című fejezetében e népek és nyelvek tömör leírását adja.
Hajdú Péter tudósi és tanári alapelve a kutatás szabadsága volt. Munkássága olyan időszakra esett, amikor ez az elv nem volt általánosnak mondható. Elkötelezett híve volt az uralisztika megújításának, rendre bemutatva azokat a megközelítéseket, amelyek az uráli nyelvek minél mélyebb és differenciáltabb leírását adhatják. Ezzel a szemléletmóddal tette a szegedi egyetem Finnugor Tanszékét is a szamojéd nyelvészet és az uráli őstörténetkutatás máig nemzetközileg is elismert műhelyévé.

## Főbb művei
- A szamojéd népek és nyelvek. A Magyar Nyelvtudományi Társaság Kiadványai 76. Budapest. 1949.
- Die Benennungen der Samojeden. Journal de la Société finno-ougrienne 54(1948–1950): 1–112.
- A magyarság kialakulásának előzményei. Budapest: Akadémiai Kiadó. 1953.
- Finnugor népek és nyelvek. Budapest: Gondolat. 1962.
- The Samoyed peoples and languages. Bloomington: Indiana University. 1963, 1968.
- Bevezetés az uráli nyelvtudományba. Budapest: Tankönyvkiadó. 1966. (5. kiad. 1989.)
- Chrestomathia Samoiedica. Budapest: Tankönyvkiadó. 1968, 1982.
- Narody i języki uralskie. Warszawa: PWN. 1971.
- Finno-Ugrian languages and peoples. London: Deutsch. 1975.
- Samojedologische Schriften. Szeged, Societas-Uralo Altaica 6. Szeged: József Attila Tudományegyetem. 1975.
- Uráli nyelvrokonaink. Társszerző Domokos Péter. Budapest: Tankönyvkiadó. 1978.
- Az uráli nyelvészet alapkérdései. Budapest: Tankönyvkiadó. 1981. (3. kiad. 1991.)
- Ural'skie jazyki i narodnosti. Moskva, 1987.
- Die uralischen Sprachen und Literaturen. Társszerző Domokos Péter. Budapest: Akadémiai Kiadó–Hamburg: Buske Verlag.1987.
- Introduzione alle lingue uraliche. Torino: Rosenberg & Sellier. 1992.

### Szerkesztés
- Nyelvtudományi Közlemények,  különféle tisztségekben (1955–1995)
- Néprajz és Nyelvtudomány, társszerkesztő. (1960–1975)
- Bibliotheka Uralica, szerkesztő. (1972–2002)
- Studia-Uralo Altaica, társszerkesztő. (1973–2002)
- Acta Linquistica, szerkesztőbizottsági tag (1990–2002)

## Publikációs listája
Hajdú Péter írásainak bibliográfiája
Publikációs listája az MTMT-ben

## Díjai, elismerései (fontosabbak)
- Akadémiai Díj (1953)
- Finn Köztársaság 50. jubileuma – bronzérem (1967)
- Finn Oroszlán rend lovagkeresztje, I. fokozat (1969)
- Uppsalai Egyetem díszdoktora (1988)
- Széchenyi-díj (1994)
- Munkácsi Bernát-díj (2001)
- Szegedi Tudományegyetem díszdoktora (2002)

## Szakmai szervezeti tagságok (fontosabbak)
- Magyar Nyelvtudományi Társaság, tag (1944–2002), választmányi tag (1968–2002)
- Reguly Társaság, tag (1991–2002)
- Societas Uralo-Altaica (Göttingen), tag (1957–2002), tiszteletbeli tag (1987–2002)
- Société Finno-Ougrienne (Helsinki), külső tag (1954–1986), tiszteletbeli tag (1986–2002)
- Lapin Sivistyseura (Helsinki), tag (1967–2002)
- Kalevala-Társaság (Helsinki), tag (1974–2002)
- Finn Irodalmi Társaság, tag (1973–2002)
- Finn Tudományos és Irodalmi Akadémia (Turku–Helsinki), tag (1976–2002)
- Finn Kutatási Tanács (Helsinki), tag (1980–2002)
- Societas Porthania (Turku), tag (1981–2002)

## Emlékezete
- Tiszteletére az MTA Nyelvtudományi Intézete 2002-ben Hajdú Péter vendégkutatói ösztöndíjat alapított.
- Emlékét szegedi lakóháza falán tábla őrzi (Hajdú Péter emléktábla).

## Megemlékezés
Honti László: Megemlékezés. Hajdú Péter (1923–2002). Magyar Tudomány 2002/12: 1676–1677.